# Marguerite Macé-Montrouge
Pour les articles homonymes, voir Macé et Montrouge (homonymie).
Marguerite Macé-Montrouge est une artiste lyrique française, née le 24 mars 1834 à Paris (anc. 2e), et morte le 24 novembre 1898 à Argenteuil. Actrice dès l'âge de treize ans et demi,,, elle est l'une des premières recrues de la troupe d'Offenbach aux Bouffes-Parisiens avant de connaître une longue carrière théâtrale à Paris et ailleurs.

## Biographie
Élevée par sa grand-mère dans le quartier des Batignolles à Paris, elle étudie au Conservatoire national de musique et de déclamation sous la direction de Provost de 1848 à 1850. 
À treize ans et demi, elle joue à l'École lyrique dans La Fille terrible et La Veuve de quinze ans, fait ses débuts au théâtre du Gymnase en 1850 et y passe trois ans à jouer des rôles travestis.
Pour Offenbach, elle crée les rôles de Titi dans Entrez Messieurs, Mesdames, Fanchette dans Une nuit blanche et Rosita dans Le Rêve d’une nuit d’été en 1855, de Marianne dans La Chatte métamorphosée en femme  et de l'Opinion publique dans Orphée aux Enfers en 1858. Elle crée aussi le rôle de Véronique dans Le Docteur Miracle de Georges Bizet en 1857.
En 1860, elle part avec Zulma Bouffar pour Liège et revient à Paris en 1862 pour jouer dans une reprise de Pied de mouton au théâtre de la Porte-Saint-Martin. Elle se rend ensuite en tournée à Bruxelles, où elle fait la connaissance de son futur mari, Louis-Émile Hesnard dit  Montrouge, qui chante à l'Atelier. Elle revient avec lui dans la capitale française, où elle connaît une série de succès aux Folies-Marigny et crée le rôle d'Hélène dans Le Beau Pâris à l'Eldorado en 1869.
Macé-Montrouge est directrice du café-concert La Tertulia, rue de Rochechouart, d'octobre 1871 à septembre 1873. Après avoir fait une tournée au Caire avec son mari et y avoir chanté un vaste répertoire d'opérettes avec lui, elle se joint à la troupe de l'Athénée à Paris jusqu'en 1897. Elle crée les rôles de madame Jacob dans Joséphine vendue par ses sœurs en 1886 et de la Sérona dans Miss Helyett en 1890. Elle remporte l'un de ses derniers succès dans L'Hôtel du libre échange de Feydeau au théâtre des Nouveautés en 1894.